# Parcul Romniceanu

Alee în Parcul Romniceanu

Parcul Romniceanu din București a fost amenajat de primăria sectorului 5 în cartierul Cotroceni, pe un teren în pantă accentuată, lângă Universitatea Națională de Apărare „Carol I”, loc cunoscut în trecut sub denumirea „la Țăcălie”, termen arhaic însemnând vârf (ascuțit) de deal.
Este un parc îngust și lung, cuprins între strada Alexandru Vitzu, (1852-1902), zoolog român, membru corespondent (1897) al Academiei Române, la partea superioară a dealului, și strada Doctor Mihail Romniceanu (1891-1960), fost licențiat în drept, cu studii la Paris, avocat, profesor la Facultatea de Drept din București, politician, de la care și-a luat numele și parcul, la poalele dealului, unde se termină și albia majoră a Dâmboviței.
Are mulți arbori, destul de bătrâni, printre care trec două alei longitudinale și trei alei transversale, toate asfaltate, dotate cu bănci și iluminat public, iar în zona centrală există un spațiu de joacă pentru copii și o fântână arteziană.
Fântâna arteziană, al cărei bazin are diametrul de 14 m, este construită din beton placat cu marmură. Apa este proiectată, printr-un con cu 250 de duze, în 14 stiluri de jocuri cu apă posibile, până la înălțimea maximă de 7 m. Spectacolul poate fi iluminat cu 60 de proiectoare subacvatice cu filtre în 6 culori diferite.